# Alcassaba d'Almeria
L'alcassaba d'Almeria era una fortalesa militar musulmana. És la segona construcció àrab de grans dimensions a la península ibèrica, després de l'alhambra de Granada. És al nord-oest de la ciutat, damunt d'un cim a 70 metres des d'on s'albira tota la badia d'Almeria. Les obres van començar l'any 955 pel califa cordovès Abd-ar-Rahman i ampliada per Jairan, rei de la taifa d'Almeria i pels reis catòlics.
Està formada per tres recintes:
- El primer recinte, és el més gran i l'únic totalment musulmà. Feia funció de campament militar i refugi de la població.
- El segon recinte, va ser el més important, encara que és del que menys vestigis ens han arribat. Hi residien els reis de la taifa.
- El tercer recinte, l'any 1497 Almeria va ser sacsejada per un gran terratrèmol i l'alcassaba va sofrir greus desperfectes. El reis catòlics una vegada conquerida la ciutat i davant dels riscs potencials dels pirates barbarescs van aixecar un castell a l'extrem occidental de la fortalesa. El disseny va ser cristià medieval.

Fou declarada Monument Històric i Artístic l'any 1931